# Graptemys flavimaculata
Espèce
Statut de conservation UICN

 VU A2bce+4ce : Vulnérable
Statut CITES
Graptemys flavimaculata est une espèce de tortues de la famille des Emydidae.

## Répartition
Cette espèce est endémique de l'État du Mississippi aux États-Unis. Elle se rencontre dans le bassin de la Pascagoula River.

## Publication originale
- Cagle, 1954 : Two new species of the genus Graptemys. Tulane Studies in Zoology, vol. 1, no 11, p. 165-186 (texte intégral).